# Meris
Meris là một chi bướm đêm thuộc họ Geometridae.